# 徽州城隍庙
徽州城隍庙是原徽州府的城隍庙，在今安徽省黄山市歙县，已不存。旧在乌聊山，明洪武三年（1370年）移建南山门内，成化二年（1466年），由紫阳观道士柯永懋、仇道辅、钱启玄供祀事，并将殿宇修葺一新。